# Sengele (langue)
Pour les articles homonymes, voir Sengele.
Le sengele (autonyme : kɛsɛ́ngɛlɛ) est une langue bantoue parlée par les Sengele, entre le fleuve Congo et le lac Mai-Ndombe en République démocratique du Congo.

## Variantes et dialectes
Le sengele compte quatre variantes parlées dans les quatre groupements de la collectivité sengele : le kengɔngɔ, le kekoté, le kempɛngɛ et le kembɛ́lɔ.
L’Atlas linguistique d’Afrique centrale dénombre les variantes et dialectes suivants : ngɔngɔ, bɔkɔté, mpengé, mbelo.

## Prononciation
|            | Antérieure | Postérieure |
| ---------- | ---------- | ----------- |
| Fermée     | i          | u           |
| Mi-fermée  | e          | o           |
| Mi-ouverte | ɛ          | ɔ           |
| Ouverte    | a          |             |